# Begonia torajana
Espèce
Begonia torajana est une espèce de plantes de la famille des Begoniaceae.
Elle a été décrite en 2011 par Daniel C. Thomas et Wisnu H. Ardi.